# Praia da Ingrina
A Praia da Ingrina situa-se junto à aldeia de Raposeira, no município de Vila do Bispo, no Algarve, Portugal. Fica numa pequena reentrância da costa sul do concelho, ladeada por rochas, a oeste da vizinha Praia do Zavial e a leste da Praia do Barranco. Dispõe de alguns serviços de apoio aos banhistas.